# Ma-12

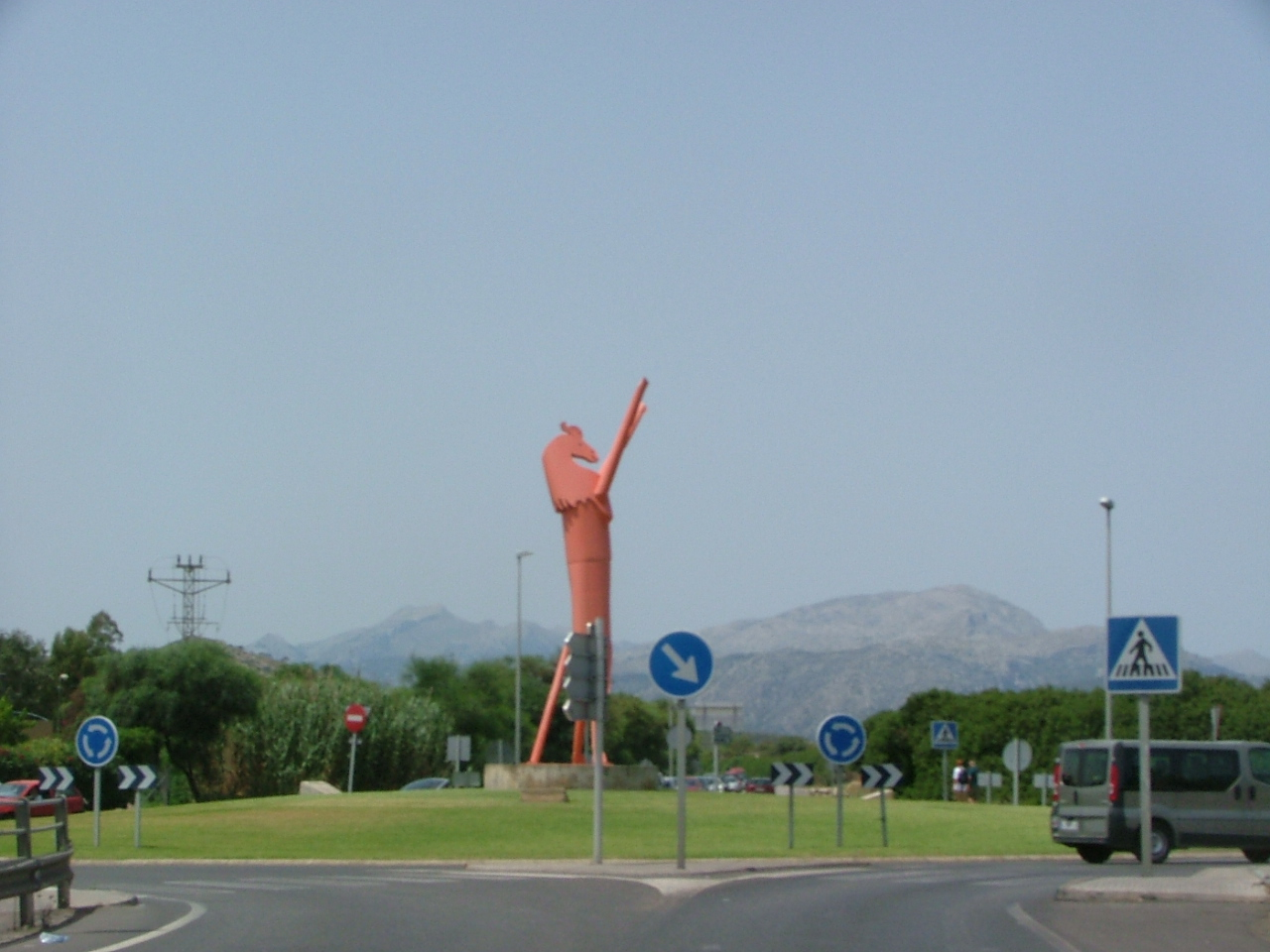
Rotonda de entrada a Alcudia.

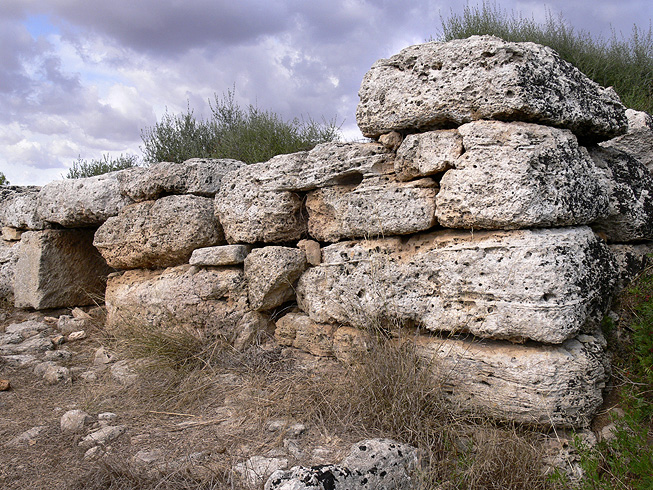
Talayot en Son Serra de Marina.

La Ma-12 (anteriormente conocida como C-712) es la carretera que rodea la bahía de Alcudia. 
Tiene una longitud total de 34 kilómetros.

## Nomenclatura

### Hasta 2003
Hasta el cambio de denominación de carreteras de 2003, año en que se eliminan las carreteras comarcales, la Ma-12 recibía el nombre de C-712. Su nombre está formado por: C, que indica que era una carretera comarcal de nivel estatal; y el 712 es el número que recibe según el orden de nomenclaturas de las carreteras comarcales en la Islas Baleares.

### Desde 2003
En el año 2003 la carretera pasó a llamarse Ma-12. Su nombre está formado por: el prefijo Ma, que indica que es una carretera situada en la isla de Mallorca; y el 12 es el número que recibe según el orden de nomenclaturas de las carreteras de Mallorca.

## Recorrido y enlaces
| PK   | Nombre de la población         | Carretera que enlaza |
| ---- | ------------------------------ | -------------------- |
| 0    | Artá                           | Ma-15                |
| 8,4  | Ninguna                        | Ma-3331              |
| 9,8  | Ninguna                        | Ma-3322              |
| 11,6 | Ninguna                        | Ma-3330              |
| 14,2 | Son Serra de Marina Sa Colonia |                      |
| 15,4 | Ninguna                        | Ma-3400              |
| 22,7 | Ca'n Picafort                  | Ma-3410 Ma-3431      |
| 24   | Radar fijo                     |                      |
| 25,3 | Alcudia Pinos                  |                      |
| 26,2 | Playa de Muro                  |                      |
| 28,3 | Ninguna                        | Ma-3433              |
| 32   | Alcudia                        | Ma-13A               |
| 34   | Puerto de Alcudia              |                      |